# Vladyslav Korenjuk
Vladyslav Korenjuk (in ucraino Владислав Коренюк?; Izmaïl, 8 gennaio 1994) è un cestista ucraino.

## Palmarès
- Campionato ucraino: 1

Dnipro: 2015-16